# サハギン
サハギン/サファギン/サヒュアジン/サフアグン (sahuagin) は、ロールプレイングゲームを主とするファンタジー系の創作作品に登場する、神話・伝承に由来しない架空の生物である。サハギンと読む場合に限っては "sahagin" と綴ることもある。海に棲む半魚人のモンスターであるが、それ以外の特徴は作品によって少し異なる。人間様の完全な直立二足歩行をする者や、前屈した不完全な直立型の二足歩行をする者がいる。銛（もり）やトライデントなどの武器を持つ者もいる。
海に棲む魔女の一種であるシー・ハッグ (en) をモデルにしているといわれる。オリジナルはテーブルトークRPG『ダンジョンズ&ドラゴンズ』(D&D) に登場するモンスター "sahuagin" （D&D日本語版での表記：サフアグン) であるが、スクウェア・エニックスのゲームソフト・ファイナルファンタジーシリーズ（FFシリーズ）に代表されるコンピュータRPGにも登場する。また、それらの世界観に影響を受けた他分野（小説、漫画など）の創作作品にも登場する。

## ダンジョンズ&ドラゴンズ
サハギンをデザインしたのは後に『ダンジョンズ&ドラゴンズ・エキスパート・セット』製作にも参加したスティーブ・マーシュである。彼はLDS教会のパンフレットにあったスペイン人歴史家(ベルナルディーノ・デ・サアグンと思われる)から名前を捩ったとしている。また、発想の源としてジャスティス・リーグのアニメやアステカ神話などを挙げている。
なお、D&Dではサフアグンの表記をしているが、個体表記を除いて便宜上サハギンと表記する。

### 掲載の経緯

#### D&D オリジナル版(1974-1976)
サハギンがD&Dに初めて登場したのは、デイヴ・アーンソンによるサプリメント『ブラックムーア』(1975、未訳)である。この中で、「“深海の悪魔”。人間に対する絶え間ない脅威である食欲旺盛な生物」と紹介された。

#### AD&D 第1版(1977-1988)
『アドバンスト・ダンジョンズ&ドラゴンズ』(AD&D)第1版においてサハギンは『Monster Manual』(1977、未訳)に登場。「温暖な塩水に棲む過激な捕食者で、スポーツ感覚で獲物を食い散らかす“海の悪魔”」と紹介された。

また、『モンスター・カード』第1選(1982、未訳)に登場した。
『The Sinister Secret of Saltmarsh』(1982、未訳)、『Danger at Dunwater』(1982、未訳)、『The Final Enemy』(1983、未訳)の水辺を舞台としたシナリオ3部作にサハギンはいずれも登場している。

#### クラシックD&D(1977-1999)
『クラシック・ダンジョンズ&ドラゴンズ』でサハギンはシャーク・キン(Shark-kin)の名で『Creature Catalogue』(1986、邦題『モンスター・カタログ』)に登場し、93年の改訂版(未訳)に再掲載された。様々な種族を紹介するサプリメント、"Creature Crucible" シリーズの1作、『The Sea People』(1990、未訳)ではPC用種族として紹介された。

#### AD&D 第2版(1989-1999)
AD&D第2版では『Monstrous Compendium VolumeⅠ』(1989、邦題『モンスター・コンベンディウムⅠ』)に登場し、『Monstrous Manual』(1993、未訳)に再掲載された。

『ドラゴン』239号(1997年9月)にはスキップ・ウィリアムズによる“Sneaky Sea Devils”特集でサハギンの生態について紹介され、モンスターの生態を扱った『Monstrous Arcana』シリーズの『The Sea Devils』(1997、未訳)にまとめられた。このシリーズからブルース・コーデルによるサハギンを主敵としたシナリオ集3部作、『Evil Tide』(1997、未訳)、『Night of the Shark』(1997、未訳)、『Sea of Blood』(1997、未訳)が発売された。
『ドラゴン』250号(1998年8月)にはジェームズ・ワイアットによる“Heroes of the Sea”にて、PC用種族として設定された。

#### D&D 第3版(2000-2002)、D&D 第3.5版(2003-2007)
D&D第3版では『モンスターマニュアル』(2000)に登場し、第3.5版の『モンスターマニュアル』(2003)に再掲載された。

#### D&D 第4版(2008-)
D&D第4版では、『モンスター・マニュアル』(2008)に以下の個体が登場している。
- サフアグンの歩哨／Sahuagin Guard
- サフアグンの襲撃兵／Sahuagin Raider
- サフアグンの司祭／Sahuagin Priest
- サフアグンの男爵／Sahuagin Baron

### D&D 第5版(2014-)
D&D第5版では、『Monster Manual』(2014、未訳)に登場している。

### 肉体的特徴
サハギンの身長は平均的な成人男性で6フィート(約180cm)、体重は200ポンド(約90kg)ほどある。

サハギンは鱗のある半漁人で、背中は深緑色で、腹の周囲は白っぽい色をしている。緑色の肌には黒い斑点や斑模様があることも多いが、齢を経ると徐々に色あせていく。
頭頂部から背中にかけて背びれがあり、耳の位置には前ひれがある。両肘にもひれがあり、尻尾の先には尾びれがある。大きな口にはサメのような鋭い歯が並んでいる。両手、両足には水かきがあり、鋭い爪が伸びている。彼らはこのひれや水かきを用いて水中を素早く移動することができる。

瞳は黒く輝いている。サハギンはまぶしい光にさらされると目が眩んでしまう。
サハギンは初期のデザインと現在のデザインとで微妙に異なっている。D&Dオリジナル版『Blackmoor』およびAD&D第1版『Monster Manual』のデザインは全体的にエラが小さく、顔立ちも人間に近い。『モンスター・カード』の頃から半魚人の面立ちになり、AD&D第2版『Monstrous Compendium VolumeⅠ』の頃に半魚人のフォルムが整ってきた。第3版、3.5版で用いられているイラストは、第2版『The Sea Devils』表紙イラストの再掲である。これが第4版になると、瞳の色が金色になる。
サハギンは稀に腕が4本生えた変異体が生まれる。
サハギンは海棲生物で、真水には適応できない。また、陸上での長時間の活動には制限がある。

### 生態
サハギンの女性は6週間に1個ほど、人間の拳2つほどの大きさの卵を産む。卵は3週間ほどで孵化し、10インチほどの稚魚となる。稚魚が成育するまで6〜8週間ほどかかる。
サハギンは非常に長生な種族で、身体の成育もまた成人後も成長し続ける。600歳を超える一族の王ともなると身長は9.3フィート(約283cm)、体重は320ポンド(約145kg)にもなる。女性のサハギンは男性よりは小柄で、出産による生命力の低下もあり寿命は200歳ほどである。

### 社会
サハギンは流血を好む残忍な半魚人で、“海の悪魔(シー・デヴィル)”の異名を持つ“秩序にして悪”の種族である。彼らは海中では最も繁栄している種族で、アクアティック・エルフ(水棲エルフ)やトリトンとは不倶戴天の敵である。だが、「サハギンが生き残るためには、サハギンではないすべてのものを無慈悲に根絶しなければならない」という信条を持つ彼らはアボレスら他の海棲種族すべてと敵対関係にある。海の中において彼らが心を許すのは唯一サメだけである。
サハギンは沿海部の海底に石などで築いた城塞を構えて、海岸の居住者に繰り返し襲撃を行う。サハギンは家父長制で、厳格な身分社会制度に乗っ取っている。1つの村を男爵が治め、その上に20ほどの村を統べる公爵がいる。その上に立つ王は海域を支配しており、6000人ほどが暮らす城塞都市を築いている。
戦闘ではトライデントや投網を好んで用いる。
サハギンはサメのように獰猛な戦士で、相手を殺すか死ぬまで戦闘を止めない。相手を負傷させたり、自らが負傷したりすると血の臭いで狂乱状態となり、狂ったように凶暴になる。

#### サメとの会話
サハギンはサメとテレパシーで、「殺せ」「敵だ」などの簡単な意思疎通ができる。

サハギンはこの能力を使ってサメを飼い慣らしている。

#### 突然変異体・マレンティ
サハギンの中では稀に突然変異体が誕生する。その中で200体につき1体ほど、腕が4本あるサハギンが誕生する。4本腕のサハギンはその有利な特性により、普通の個体より早い段階で貴族階級に上り詰める。

アクアティック・エルフの共同体に近いサハギンの共同体には稀(100体に1体)に、その残忍な性質はそのままに、アクアティック・エルフによく似た外見の変異種が誕生する。彼らは“マレンティ(Malenti)”と呼ばれ、他の社会へのスパイとして用いられる。

### 宗教
サハギンは“魔の鮫”の異名を取る“秩序にして悪”の神セコラを崇拝している。第4版でセコラは原野、海の女神メローナのエグザルフ(側近)となっている。サハギンの社会では司祭階級は女性であり、一族の指導を行う一方でサメの神セコラへ生贄を捧げることを怠らない。

それにも関わらず、サハギンは迷信深く魔法を極端に嫌う。

### D&D世界でサハギン

#### グレイホークでのサハギン
グレイホークの世界でサハギンは王都グレイホークの南方に広がるアズール海(Azure sea)を縄張りにしている。CY570年代に彼らはソルトマーシュ市の沿岸部を襲撃している。その際、リザードフォークの一族がサハギンの襲撃を受けて駆逐され、その棲み家はソルトマーシュ市襲撃の拠点に改築された。これが契機となり、ソルトマーシュ市民とリザードフォーク、アクアティック・エルフ、マーマン(人魚)、ロキャーサ(中立的な半魚人)による連合が結ばれた。

#### エベロンでのサハギン
エベロン世界でのサハギンはゼンドリック、コーヴェア両大陸の間にあるシャーゴンス・ティースという列島の海底に棲息している。

サハギンはかつてエルフであり、ゼンドリックのジャイアントによって醜く変質させられたという噂があるが、サハギンは自らはジャイアントの文明よりも早くから存在していると主張している。サハギンはシャーゴンという邪神を崇拝しており、他の知的生命体を食べることでその知識と力を得ると信仰している。実はシャーゴンは“暗黒六帝”の1柱、ディヴァイラーのまたの姿である。

現在、サハギンはゼンドリックの海没した巨大遺跡群を棲み家としており、古代史に関する知識や、多数の遺物を所有している。

## パスファインダーRPG
D&D3.5版のシステムを継承するパスファインダーRPGにてサハギンは『Bestiary 1』(2009、未訳)に登場している。

## アリアンロッドRPG 2E
サハギンを参照。
アリアンロッドRPG 2Eにてサハギンは『アリアンロッドRPG 2E スキルガイド』にてPC用種族として登場している。
アリアンロッドRPGでのサハギンの外見は、同ゲームのエネミー(敵役)であるギルマンに似ており、共に魚に手足の生えた魚人である。

ギルマンの侵攻に脅かされた魚たちが海神リアールの加護によって知性化したのがサハギンで、ギルマンとは不倶戴天の仲である一方、人間とは友好的な関係を築いている。『スキルガイド』掲載のサハギン出自表には、ただの魚だったが加護の力でサハギンになったという出自もある。

## ソード・ワールド2.0
ソード・ワールド2.0においてサハギンは蛮族に属する魚人として登場する。彼らは同じ蛮族であるギルマンの奴隷種として、雑用や兵士としてこき使われている。臆病な性格で、ギルマンの命令がない限り意欲的に戦おうとはしない。主に水中に棲息しているが、小舟や岸で遊ぶ子供たちを襲うときもある。

## ログ・ホライズン
ログ・ホライズンでは“水棲緑鬼(サファギン)”の名称で登場している。魚と人を合成したような姿の亜人間種族で、鱗の色は青色から緑色をしている。このゲームの水棲生物は電撃に弱く、サファギンも弱点としている。TRPG版ルールブックでは、通常のサハギンに加えて、珊瑚の槍を手に鮫に跨る“水棲緑鬼の鮫騎兵(サファギン・シャークライダー)”も登場している。

## コンピュータゲームでのサハギン
- 『ファイナルファンタジー』シリーズ

第1作目から複数の作品に登場している。
- 『神撃のバハムート』
- 『ドラゴンコレクション』
- 『聖剣伝説 RISE of MANA』
- 『Lord of Knights』

AimingがAndroid、Yahoo!モバゲーに配信している戦略RPG。
- 『ブレイブフロンティア』

AlimがAndroid向、iPhone向けに配信しているRPG。
- 『ドラゴンコインズ』

セガがiOS、Androidに配信しているモンスター育成&コインゲーム。
- 『精霊ファンタジア』

オルトプラスがGREEにて配信するファンタジーカードバトルゲーム。

萌え擬人化した精霊(モンスター)を仲間にして育成するシステムで、サハギンも美少女化している。
- 『エルスの天秤』
- 『ラストクラウディア』